# Gilberta
Gilberta là một chi thực vật có hoa trong họ Cúc (Asteraceae).

## Loài
Chi Gilberta gồm các loài: